# كويزي ناحل
كويزي ناحل (الاسم العلمي: Cantharellus tenuissimus) هو نوع من الفطريات يتبع جنس الكويزي من فصيلة الكويزية.